# جوستين كيني
جوستين كيني (24 سبتمبر 1966 بسيدني في أستراليا - ) (بالإنجليزية: Justin Kenny)‏ هو لاعب كريكت أسترالي.

## وصلات خارجية
- جوستين كيني على موقع إي آس بي آن كريك إنفو (الإنجليزية)